# Typhoon (blindés)

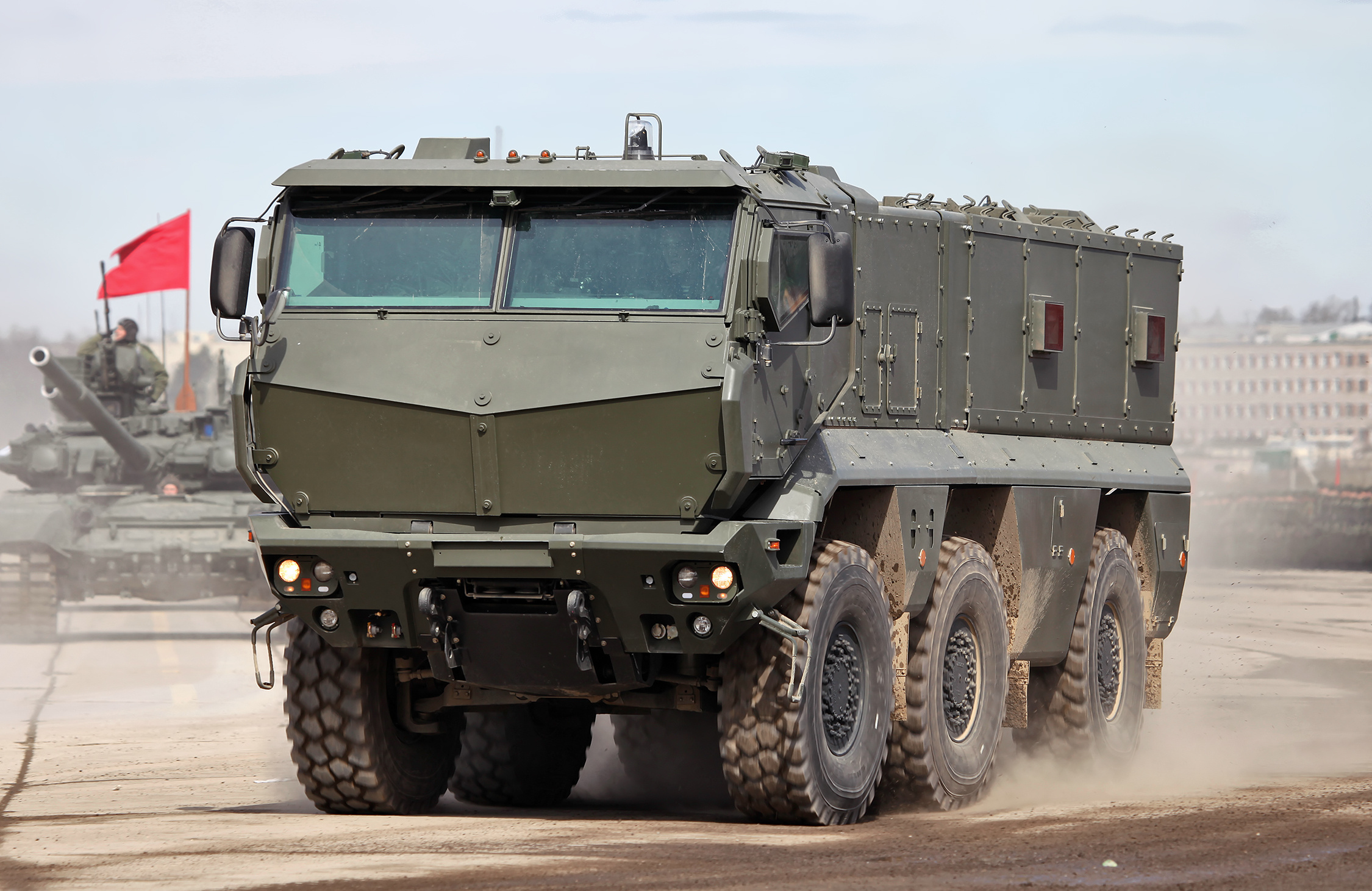
KamAZ-63968 Typhon-K

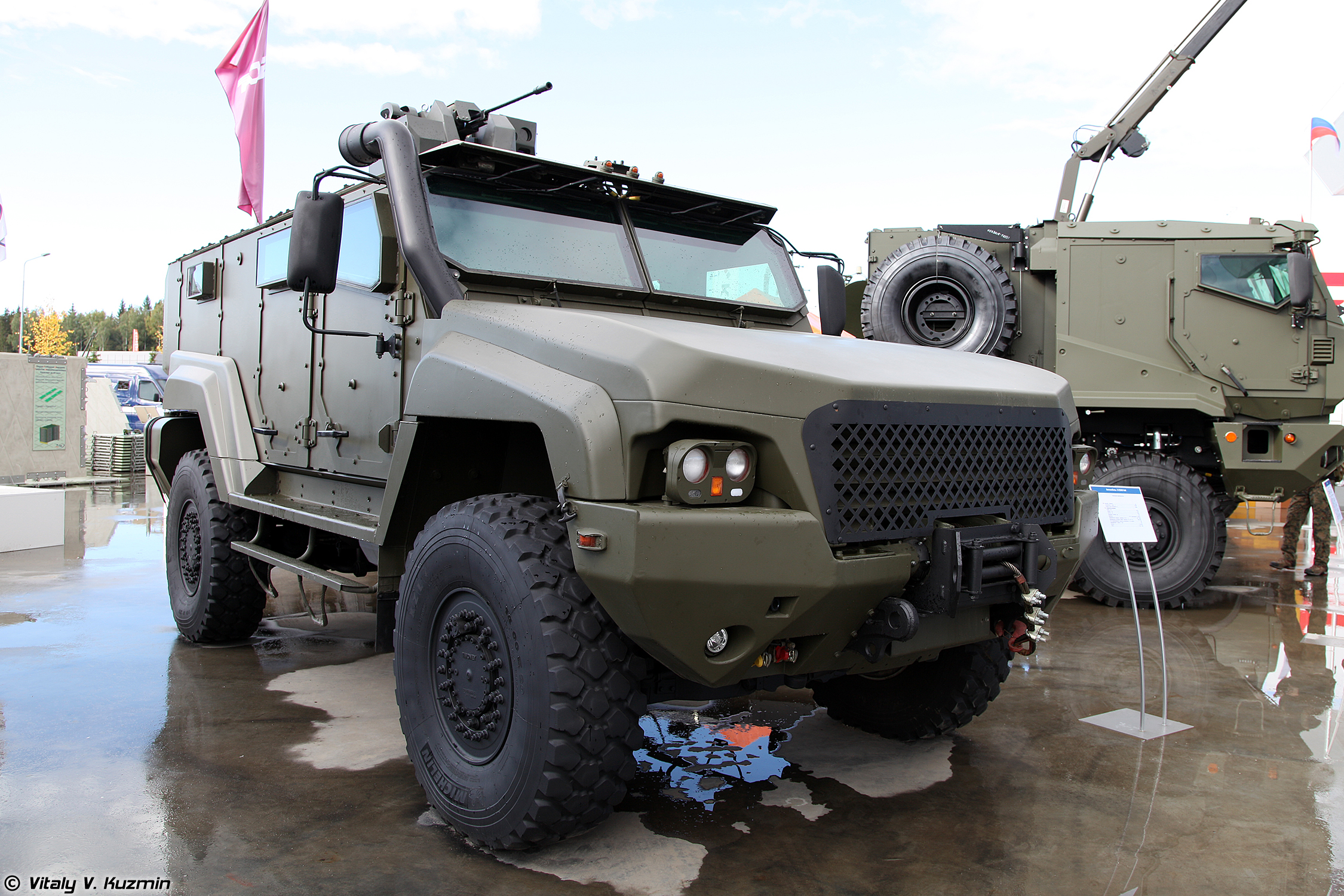
KamAZ-53949 Typhon-L MRAP

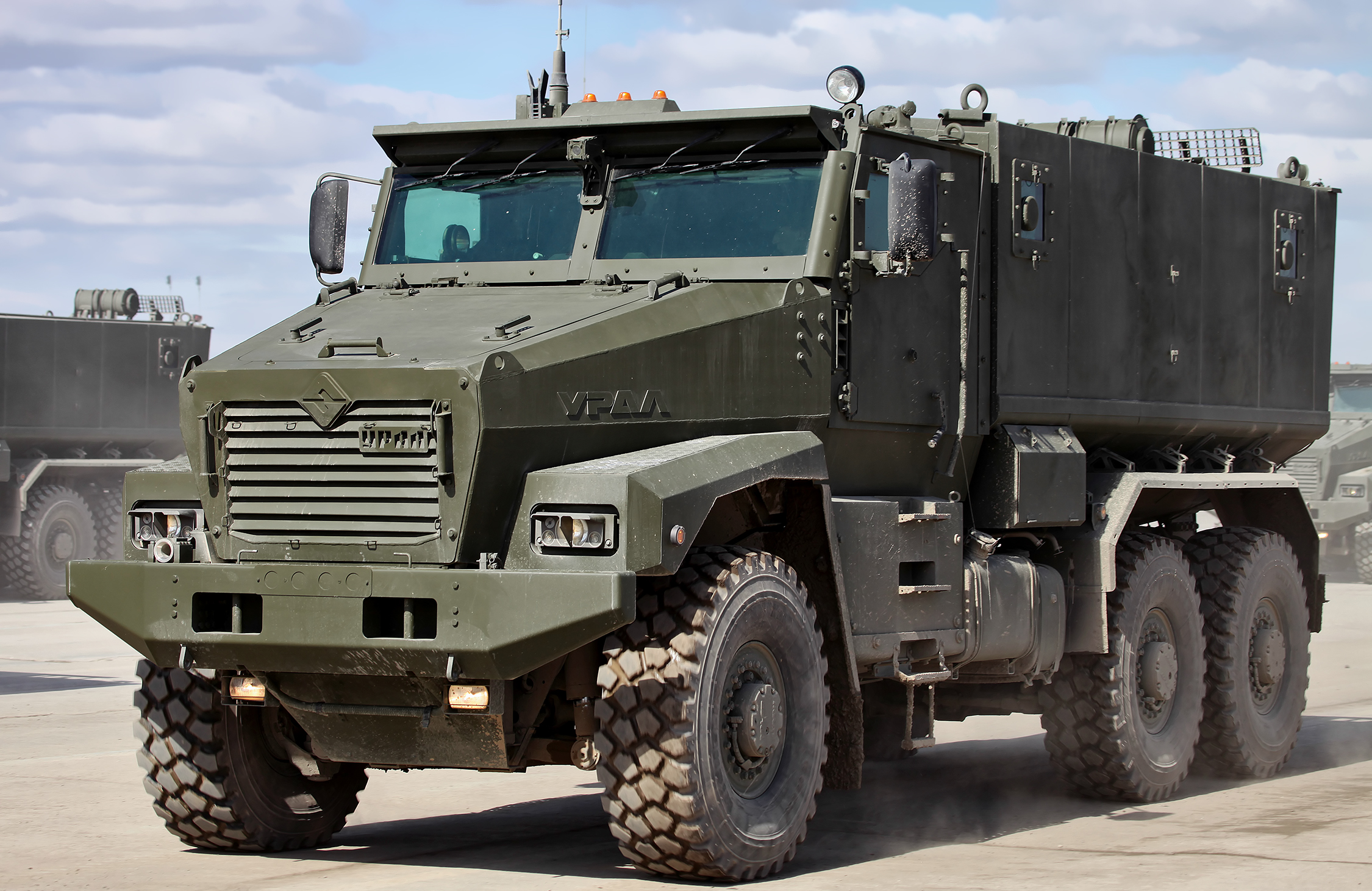
Ural-63095 Typhon-U

Typhoon est une famille russe de véhicules de combat blindés protégés contre les embuscades et résistants aux mines (MRAP) en service depuis 2014. Environ 120 entreprises russes, dont KamAZ, Gaz-Group, l'Université Bauman, etc. participent au programme Typhoon. L'objectif principal du programme est de concevoir une plate-forme unifiée pour tous les véhicules blindés à roues russes.

## Rôle
La famille de véhicules Typhoon est destinée transport de troupes blindé et, grâce à l'installation de divers équipements spéciaux ou modules d'armes, permet son utilisation dans des rôles spécialisés tels que l'artillerie antiaérienne automotrice, le déploiement de drones, d'ambulance ou l’utilisation comme véhicule du génie avec l'ajout d'une grue ou d'une lame de tractopelle ainsi que bien d'autres utilisations.

## Histoire
L'histoire de la famille "Typhoon" a commencé en 2010, lorsque le ministre des Forces armées de la fédération de Russie a approuvé le programme "Développement des véhicules militaires des forces armées de la fédération de Russie pour la période jusqu'en 2020" qui comprend le "programme Typhoon MRAP". Les premiers véhicules ont été présentés en 2011.

## Conception
Toutes les variantes de Typhoon utilisent la même famille de moteurs (JMZ-536), le système d'information et de gestion, la protection contre les mines et la suspension. La protection contre les mines est assurée par une coque en V, des sièges absorbant l'énergie et l'explosion conformément au standard OTAN STANAG 4569 3b (engin explosif jusqu'à 8 kg de TNT). Tous utilisent un blindage composite (céramique et acier), ainsi qu'une protection pare-balles au quatrième niveau de la norme STANAG 4569 (14,5 mm balles perforantes). Toutes les variantes de transport de troupes blindé peuvent avoir installé une unité de mitrailleuse télécommandée. Dans le toit du véhicule se trouvent des trappes pour l'évacuation d'urgence du personnel en cas de retournement. Des caméras vidéo montées permettent aux membres d'équipage de surveiller la situation sans quitter le véhicule et de diriger le véhicule en cas d'impossibilité d'utiliser le pare-brise. L'espace habitable sur toutes les machines est scellé pour la défense chimique, biologique, radiologique et nucléaire, et est soutenu par le maintien de l'équipage et du compartiment des troupes à une surpression artificielle grâce à un système de filtration d'air HLF-100. Tous les véhicules sont disponibles en version à deux, trois ou quatre essieux.

## Variantes
Il existe deux principaux fabricants : Kamaz et Ural.

### KAMAZ
- Kamaz-63968 Typhoon-K : Véhicule de transport de troupes classique à trois essieux
- KamAZ-63969 Transport de troupes blindé amphibie (APC) trois essieux avec une tourelle télécommandée[7].
- KamAZ-53949 Typhoon-L MRAP - Transport de troupes blindé de patrouille à deux essieux. Rebaptisé Phoenix après l'achèvement d'un programme de substitution des importations en 2023[8].
- K-4386 Typhoon-VDV - Véhicule 2 essieux en service pour les troupes aéroportées russes et disponible à l'exportation depuis 2021[9],[10],[11]. Le véhicule d'escorte et de contrôle Naparnik a été développé sur sa base et adopté en septembre 2021[12]. Il a 350 chevaux, peut atteindre la vitesse de 105 km/h sur route, et peut être transporté par l'Il-76, l'An-124 ou le Mi-26. Le véhicule est équipé de capteurs thermiques, d'une variété de mitrailleuses de calibres (7,62 mm et 12,7 mm) et embarque une tourelle téléopérée (RWS). Le RWS peut être équipé d'un canon 2A42 de calibre 30 mm, d'un lance-grenades AGS-30 et d'une mitrailleuse PKTM 7,62 mm. Le blindage est comparable au stanag 3 de l'OTAN[13].
- Linza - La version d'évacuation sanitaire Linza utilisant le châssis K-53949 peut transporter jusqu'à 10 soldats blessés[14].

### Ural

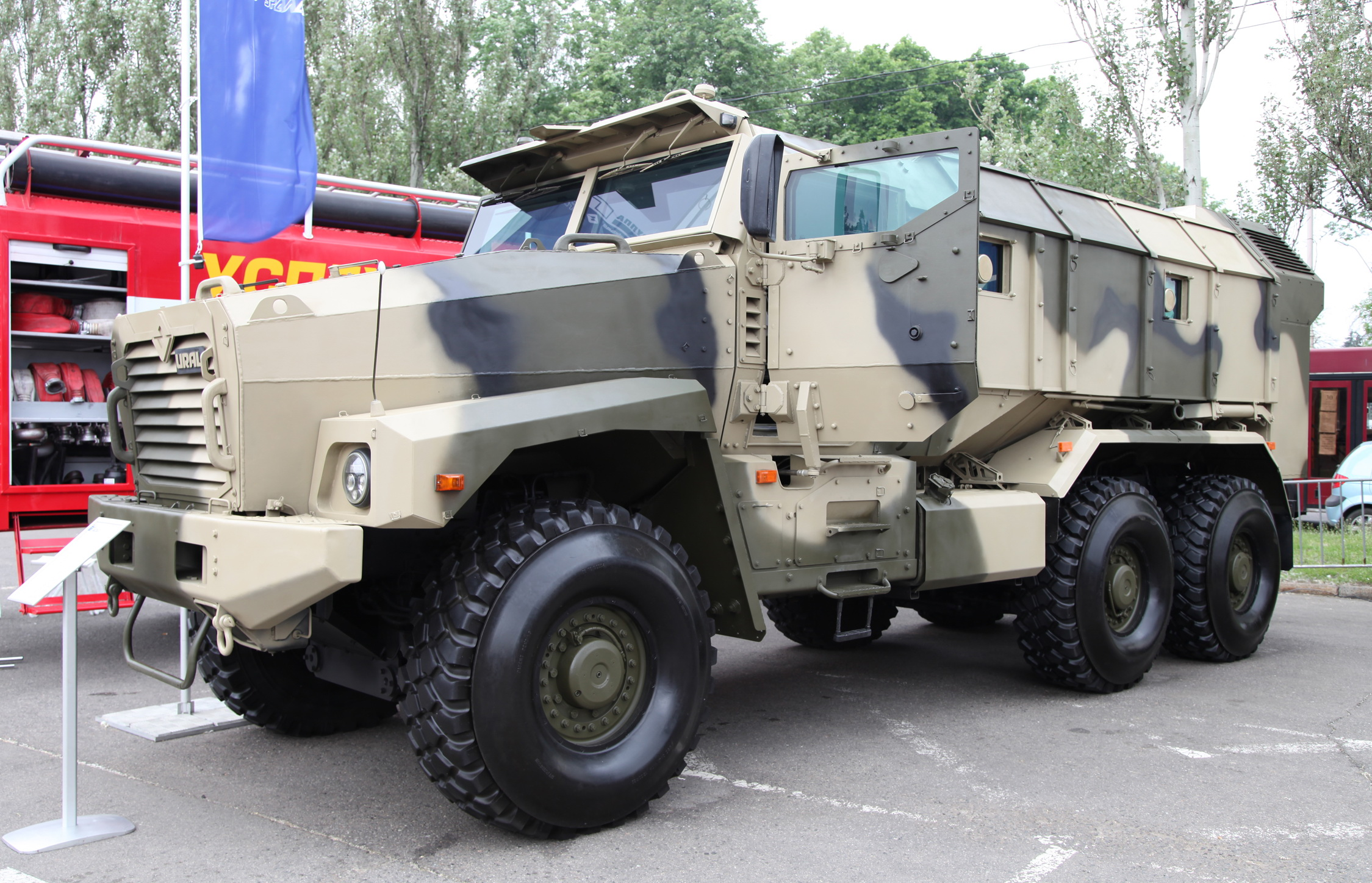
Ural-63099 Typhon

- Ural-63095 et Ural-63099 Typhoon - Les Ural Typhoons sont des véhicules de mobilité d'infanterie MRAP à trois essieux modulaires multirôles. Les deux ont un équipage de trois personnes, les 63099 dispose de douze sièges passagers et le 63095 de seize sièges.

### Version SPATGM
Il existe une version spécialisée dans la lutte antichar avec 2 quadruple lanceurs du missile antichar Kornet. Cette installation est similaire à l’installation présente sur le Kornet-D (en).